# Kruis van Kulm
Het Kruis van Kulm, in het Duits "Kulmer Kreuz", in het Russisch "Күльмскиӣ крест" geheten, werd, zo is de meestgelezen verklaring, op 4 december 1813 op initiatief van de Pruisische koning Friedrich Wilhelm aan alle Russische soldaten en officieren van de garderegimenten die op 29 en 30 augustus 1813 aan de Slag bij Kulm deelnamen en de Fransen onder generaal Vandamme versloegen, verleend. Er was dus geen bijzondere daad van moed of individuele verdienste vereist. Alle soldaten en onderofficieren ontvingen een kruis van goedkoop blik, de officieren kregen een kruis van zilver. Het kruis lijkt sterk op het eerdere IJzeren Kruis der Eerste Klasse maar het heeft een gladde voorzijde zonder eikenblad of koninklijk monogram. Men droeg het kruis op het uniform genaaid, er was geen lint om het aan te bevestigen. Oorspronkelijk zou het kruis van stof vervaardigd hadden moeten worden.
In afwachting van de officiële overhandiging hadden de Russische gardisten zwartlederen kruisen – voorzien van een metalen rug – uit hun riemen gesneden en opgespeld.

## De aanleiding voor het instellen van het Kulmer Kruis
In de Slag bij Kulm hebben Pruisische en Oostenrijkse roepen een grote rol gespeeld. De Russische garderegimenten waren daarentegen enigszins ontzien en hun bevelhebber Generaal Alexander Iwanowitsch Ostermann-Tolstoi was al op 19 augustus zwaargewond geraakt in het gevecht tussen de Russische en Württembergse troepen in het geallieerde IIe Legerkorps en de Fransen onder Generaal Vandamme. Bij dit gevecht was de Russische garde in reserve gehouden en het was vooral de infanterie van het IIe Legerkorps onder Hertog Eugen von Württemberg die ten koste van zware verliezen de stellingen bij Priesten dagenlang wist te houden.
De Pruisische koning die de gevechten vanaf een min of meer veilige afstand heeft geobserveerd heeft desondanks bepaald dat de Russen een bijzondere onderscheiding moesten krijgen. De Württembergers en Oostenrijkers werden vergeten.
De precieze geschiedenis van het Kulmer Kruis is nog onderwerp van faleristische studie.
We weten niet wie de kruisen heeft ontworpen en ook niet waar zij zijn gefabriceerd. De kruisen dragen geen keurmerken voor het zilvergehalte, geen ingestempelde nummers en geen fabrieksstempel.
Er is merkwaardig genoeg geen stichtingsbesluit overgeleverd. De uitreiking lijkt te zijn gebaseerd op een wens van de Pruisische koning maar er is voor zover bekend geen wet, kabinetsorder of besluit dat de toekenning regelt uitgevaardigd.
De zwartgelakte Kulmer kruisen zijn minder fraai afgewerkt dan de IJzeren Kruisen. Ook de bevestiging, in de uiteinden van de armen waren acht maal twee gaatjes geboord, verschilt sterk van het IJzeren Kruis. Er zijn kruisen bekend met een afwijkend aantal bevestigingsgaten. Er zijn zilveren kruisen met vier ringen op de hoeken bewaard gebleven.
Er werden voorafgaand aan de uitreiking in iedere geval op 24 augustus 1816 443 zilveren kruisen en 11.120 blikken kruisen gefabriceerd. Men wist kennelijk niet hoeveel van de manschappen en officieren de bloedige slag hadden overleefd want van de 11.563 man waarmee Generaal graaf Ostermann-Tolstoy ten strijde was getrokken waren nog slechts 7.131 in leven. Daar staat tegenover dat men, uit beleefdheid, ook de bevelhebbers, de Russische generaals Michail Andrejewitsch Miloradowitsch, Vorst Golitsyn en Grootvorst Constantijn van Rusland en hun adjudanten een Kulmer Kruis verleende. Dat zij in die augustusdagen elders hadden verbleven werd niet als een hindernis gezien.

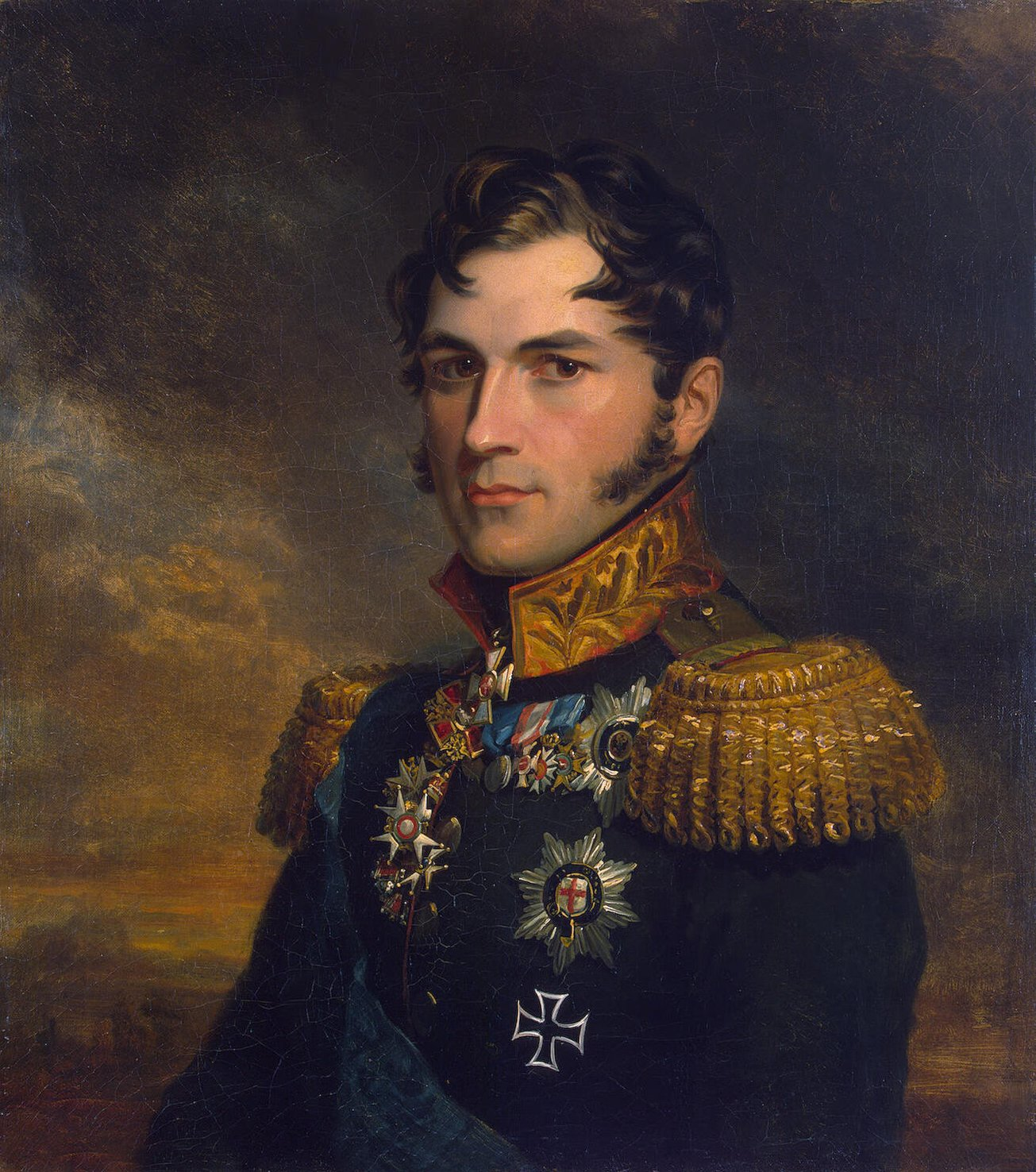
Leopold met het Kulmer Kruis

Een moeilijke zaak bij het beschrijven van het Kulmer Kruis is dat het op de keper beschouwd niet om de veteranen van de Slag bij Kulm maar om de Russische overlevenden van de daaraan voorafgaande gevechten bij Priesten ging.
Een van de gedecoreerden was de latere Belgische Koning Leopold I van België, toen nog een vrij onopvallende prins van Saksen-Coburg-Gotha. Zijn Kulmer Kruis zou bewaard zijn gebleven in de verzameling van Wilhelm II in Huis Doorn.
Koning Leopold was zo trots op zijn Kulmer Kruis dat hij de onderscheiding op tal van portretten draagt. Het is zeer wel denkbaar dat de koning een fraai exemplaar voor privégebruik heeft laten vervaardigen. Het Kulmer Kruis brak snel en was zo pover uitgevoerd en gelakt dat het geen passende decoratie voor een Prins-gemaal van het Verenigd Koninkrijk of een Belgische koning was. Het vervangen van eretekens door fraaiere exemplaren van een hofjuwelier is tot in de 20e eeuw voorgekomen.

## De uitreiking en het beheer
In de Pruisische archieven zijn weinig akten over de instelling van het Kulmer Kruis gedeponeerd. Misschien was de oorlogstijd daar debet aan. In 1817 werkte de Pruisische bureaucratie weer naar behoren en er zijn briefwisselingen tussen de Gezant in Sint-Petersburg, het Ministerie van Buitenlandse Zaken in Berlijn en de Pruisische "General Ordens Kommission", een kanselarij, bewaard gebleven.
Op 5 januari 1817 liet Gezant v. Scholler aan Berlijn weten dat Vorst Wolkonski hem 1051 overgebleven Kulmer Kruisen had teruggegeven. De gezant vroeg om instructies. Wij kunnen uit deze brief opmaken dat de Pruisen het toewijzen en uitreiken van de kruisen aan de Russen hadden overgelaten.
De Russen gaven het gezantschap ook een zilveren kruis en twee blikken kruisen die van inmiddels overleden militairen waren geweest. Misschien was niet duidelijk of de erven het kruis van hun overleden verwant mochten houden. Het Ministerie wilde niets beslissen en de Pruisische Geheime Legatieraad geheimen Legationsrat v. Jordan stuurde de brief uit Petersburg door naar de General Ordens Kommission met de aantekening dat het Ministerie van Buitenlandse Zaken de Russische legerleiding om een lijst met de 1051 gedecoreerden had gevraagd. Verder vroeg het Ministerie de Commissie om advies.
De slechte kwaliteit van de kruisen en de slechte administratie en regelgeving hebben de Pruisische ambtenaren nog veel werk bezorgd. Omdat de kruisen vaak braken moest er een flinke voorraad reservekruisen worden aangehouden. Men moet daarbij bedenken dat men een dergelijk kruis aan het begin van de 19e eeuw ook dagelijks op zijn uniform en ook op zijn kostuum droeg.
Er zijn geen gegevens over particuliere opdrachten aan hofjuweliers in Sint-Petersburg bekend. Er zijn ook geen miniaturen van het kruis bekend.
Op 1 maart 1817 was de, in Cyrillisch schrift opgestelde, lijst van de door de Russen gedecoreerde militairen in Berlijn aangekomen. De General Ordens Kommission liet de lijst vertalen en legde haar ad acta om in de toekomst verzoeken om vervangende kruisen met deze lijst te kunnen vergelijken. De commissie liet weten dat het beheer van deze, op de keper beschouwd waardeloze hoeveelheid blik, aan de Russen moest worden overgelaten. De commissie wilde wel op de hoogte gehouden worden van de sterfgevallen en suggereerde dat hun nagelaten kruisen aan het depot in Sint-Petersburg konden worden toegevoegd. Beschadigde kruisen zouden vernietigd moeten worden om te voorkomen dat deze in de handel zouden komen, in de 19e eeuw zag men de handel in tweedehands ordetekens als schadelijk.
De drie instanties en de Russische legerleiding hebben, in het gebruikelijke Frans, nog geruime tijd over de Kulmer Kruisen gecorrespondeerd. De Russen lieten de kruisen na 1818 door hun gezantschap in Berlijn terugsturen aan de General Ordens Kommission en lieten daarbij weten om wiens kruis het precies ging, de commissie reageerde op deze missiven met de wenk om niet zoveel moeite te doen voor kruisen die immers van blik waren gemaakt.

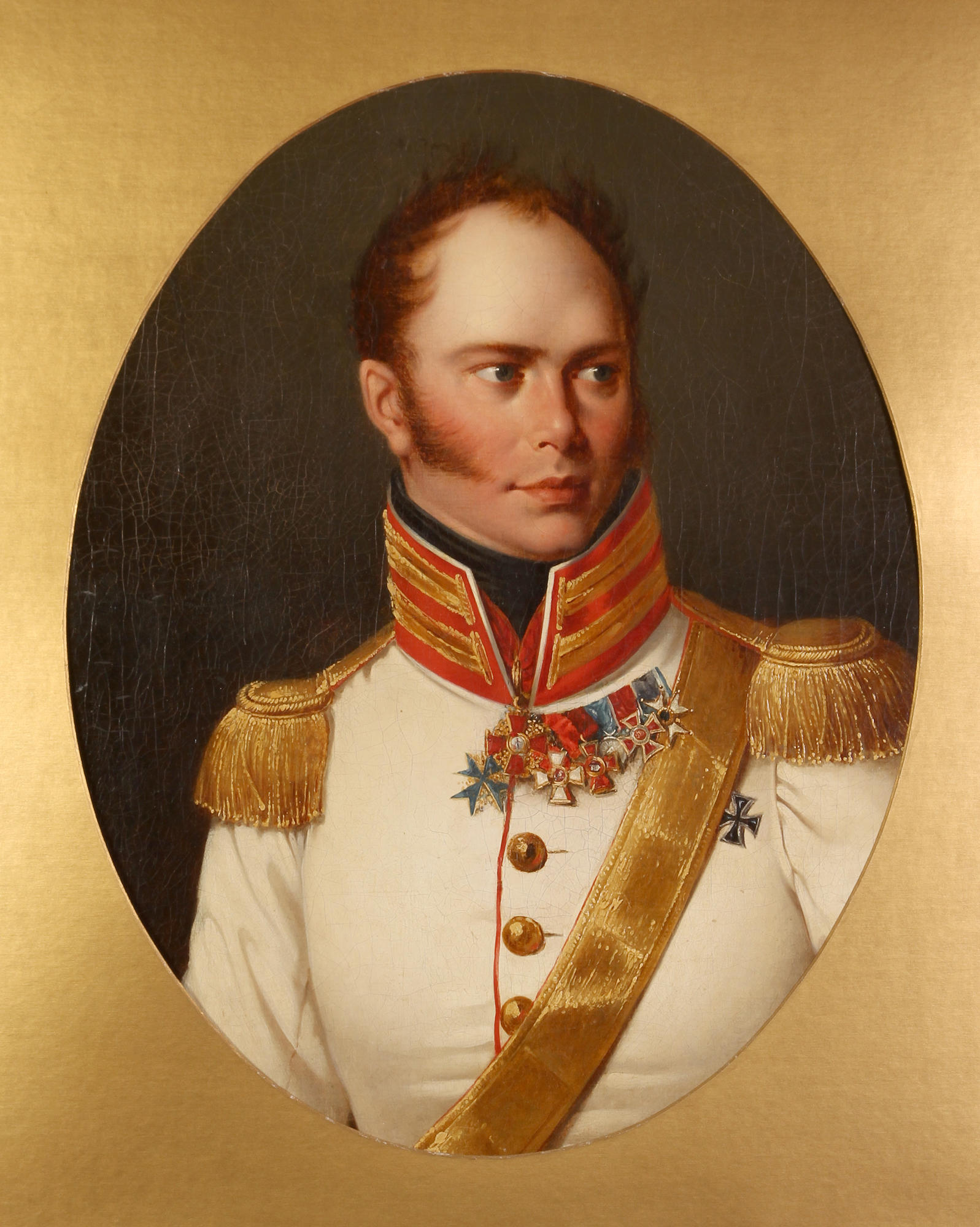
Portret van CH. F. Soldaen met het Kulmer Kruis

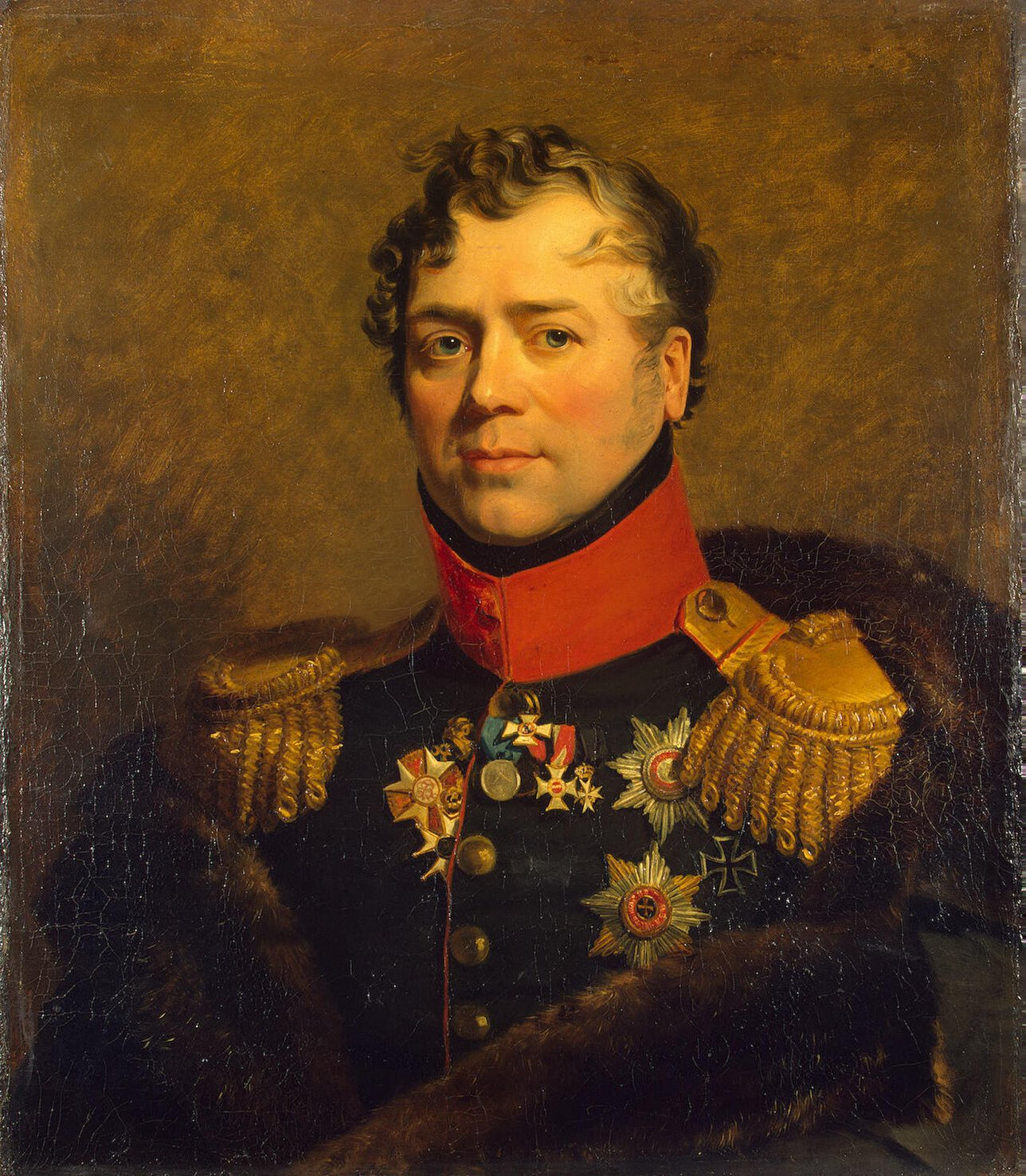
Portret van Vorst Dmitriy Vladimirovich Golitsyn met het Kulmer Kruis

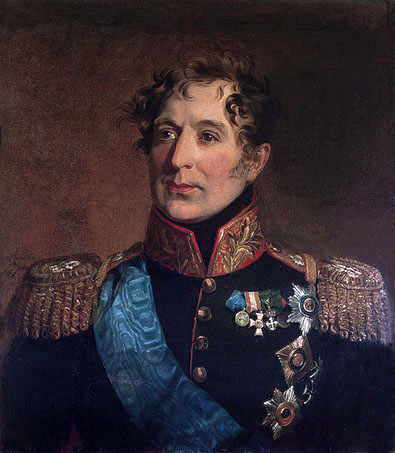
Portret van Vorst Michail Andrejewitsch Miloradowitsch met het Kulmer Kruis

In 1852 werd het laatste van 2777 blikken kruisen teruggegeven. Onder de teruggeven kruisen waren niet meer dan twee zilveren kruisen van overleden officieren, het kruis van de in 1833 gestorven Grootvorst Constantijn en het zilveren kruis van de gedegradeerde Kapitein Wolkoff. Nu deze geen officier meer was mocht hij in de ogen van de Russen ook zijn zilveren kruis niet meer dragen, de oneervolle degradatie betekende dat hij ook voor het blikken kruis niet meer in aanmerking kwam.
De meeste zilveren Kruisen van Kulm bleven in handen van de Russische families. Omdat nergens iets over teruggave was geregeld, op 15 oktober 1855 bevestigde de General Ordens Kommission dat ook, kon daartegen niet worden opgetreden.
Er werden nog twee zilveren kruisen uitgereikt, op 27 april 1818 kreeg Luitenant B.D. Gorschkowsky, op eigen verzoek alsnog een Kulmer Kruis. Hij had als officier in het Litausche Garde-Regiment gevochten in augustus 1813 maar was bij de verdeling van de decoraties vergeten omdat hij kort daarop de dienst, eervol, had verlaten.
In 1855 raakte de Russische onderofficier Pierre Séménenko zijn kruis in de aanval op Komary in de omgeving van Sebastopol kwijt. Pruisen was neutraal in de Krimoorlog en Séménenko liet de Russische gezant in Berlijn, Baron v. Budberg vragen om een nieuw kruis ter vervanging van "het kruis dat hij in 1835 van Frederik Wilhelm III had gekregen". De General Ordens Kommission vergeleek zijn rekest met de in 1817 opgemaakte lijst van gedecoreerden en vond hem daarop niet. Uit niets bleek dat Séménenko, die te jong was om bij Kulm of Priesten gevochten te hebben, gerechtigd was om het kruis te dragen.
De commissie schreef op 15 oktober 1855 dat de onderofficier het kruis niet gekregen maar waarschijnlijk in 1835 geërfd had. Nu zijn erfelijke onderscheidingen zeldzaam, maar in Rusland kwamen zij wel degelijk voor. De commissie had op grond van het ontbreken van dergelijke regels het verzoek kunnen afwijzen maar zij besliste anders. Omdat Séménenko het kruis al 20 jaar te goeder trouw had gedragen en "in het gevecht had verloren", een omstandigheid die indruk op de Pruisen maakte, streek de commissie over het ambtelijke hart en zij liet een ingeleverd kruis uit het depot oppoetsen en opnieuw lakken.
Het aantal verleende Kulmer Kruisen in niet precies bijgehouden. Er zijn door Schneider 11 zilveren en 7120 blikken kruisen geteld. Schneiders schatting van het aantal zilveren kruisen is opvallend laag. We weten niet hoeveel kruisen naar Sint-Petersburg zijn gestuurd om daar als reserve te dienen. We weten ook niet hoeveel kruisen in Berlijn werden bewaard. In sommige Russische stukken
is sprake van een officierskruis. Dat kan om een misverstand gaan.
In ieder geval zal het gezantschap in Sint-Petersburg zijn depot in de loop der jaren hebben uitgeput. Er was waarschijnlijk veel vraag naar vervangende kruisen en in 1855 moest men in Berlijn zoeken naar een exemplaar dat nog aan onderofficier Séménenko kon worden gegeven.
In 1870 behandelde de historicus en falerist L.Schneider het Kulmer Kruis uitgebreid in zijn boek over het IJzeren Kruis. Hij geeft de namen van 443 officieren 11 120 onderofficieren en soldaten.
Wanneer er inderdaad zoveel kruisen zijn verleend moeten er meerdere zendingen naar Sint-Petersburg zijn gestuurd.
Kulmer Kruisen zijn vrij zeldzaam. Van de leren onderscheidingen uit 1814 zijn geen exemplaren bewaard gebleven. De kruisen van blik zijn vaak kapotgegaan en de zilveren kruisen bevinden zich vaak in Russische verzamelingen. Veel van de kruisen zullen in de loop van twee oorlogen en een revolutie verloren zijn gegaan. Al in de 19e eeuw zag men de kruisen aan voor Kruisen Ie Klasse van het IJzeren Kruis en daarom zijn zij op oude inventarissen moeilijk terug te vinden. Het komt zelden voor dat een Kulmer Kruis op een veiling wordt aangeboden.
In december 2003 heeft Andreas Thies een zwaar geoxideerd kruis op zijn 23e veiling aangeboden. Het zwaargehavende kruis werd voor 500 euro geveild. In de catalogus van Nimmergut staat de kruisen als de nummers 1900 en 1901 opgenomen. Nimmergut merkt over de gebruikte materialen op dat het bij de officieren om ijzer en zilver gaat en bij het kruis voor de soldaten om "zwart gemaakt en verzilverd ijzer".